# 费歇尔吲哚合成反应
费歇尔吲哚合成（Fischer吲哚合成）是一个常用的合成吲哚环系的方法，由赫尔曼·埃米尔·费歇尔在1883年发现。反应是用苯肼与醛、酮在酸催化下加热重排消除一分子氨，得到2-或3-取代的吲哚。目前治疗偏头痛的曲坦类药物中有很多就是通过这个反应制取的。反应的综述有：。
盐酸、硫酸、多聚磷酸、对甲苯磺酸等质子酸及氯化锌、氯化铁、氯化铝、三氟化硼等路易斯酸是反应最常用的酸催化剂。若要制取没有取代的吲哚，可以用丙酮酸作酮，发生环化后生成2-吲哚甲酸，再经脱羧即可。

## 反应机理
首先是醛酮与苯肼在酸催化下缩合生成苯腙，苯腙不需分离立即在酸催化下异构化为烯胺，并发生一个[3,3]σ迁移反应生成二亚胺。该亚胺芳构化后成环，得到一个缩醛胺（aminal）。氨基质子化，放出氨，并失去一个质子生成芳香性的吲哚环。
醛／酮必须是RCOCH2R'类型的，R/R'为烷基、芳基或氢。若醛酮的羰基有两个α-氢，则反应后一般得到两种产物的混合物。
苯肼中的亚氨基氮原子（>NH）在反应后转化为吲哚环中的氮，这一点已经得到同位素示踪实验的证实。

## Buchwald改进法
芳基溴化物在钯和BINAP催化下也可以与腙反应生成吲哚环，这个方法称为Buchwald改进法，由MIT的Stephen Buchwald首先发现。